# 冠狀病毒派對
冠狀病毒派對（英語：Coronavirus  party），是在2019冠状病毒病疫情期间的一個社會現象，為了在年輕時感染2019冠狀病毒病而獲得抗體，或是一些參加者表達自己不擔心感染冠狀病毒，也不擔心社區爆發疫情而舉辦的派對。這個現象在德國、英國、美國也有出現。在荷蘭，這類派對被明文禁止。在美國有利用這種刻意互相傳染病毒的派對，進行賭博謀利的現象。 